# Bataille de Villalar
Guerre des Communautés de Castille
La bataille de Villalar a lieu le 23 avril 1521 à Villalar, dans la province de Valladolid (Espagne). Elle oppose les troupes comuneras menées par Juan de Padilla, Juan Bravo et Francisco Maldonado aux forces impériales de Charles Ier d'Espagne. Ces dernières remportent la victoire qui met fin à la révolte populaire connue sous le nom de guerre des Communautés de Castille.
Les troupes commandées par Padilla cantonnent à Torrelobatón (province de Valladolid) et doivent faire mouvement vers Toro (province de Zamora) ou Valladolid. Sous la pression de ses hommes et malgré des conditions climatiques difficiles, Padilla décide la mise en mouvement de l'armée en direction de Toro pour y retrouver des renforts et des provisions. Il pleut et l'armée impériale, installée dans un village voisin (Peñaflor de Hornija), attend l'armée des rebelles.
La rencontre a lieu près de Toro. L'armée des comuneros, en situation d'infériorité numérique, ramène en vain le combat dans les rues de la ville. Beaucoup s'enfuient et les troupes restantes sont massacrées. Entre 500 et 1 000 comuneros  sont tués, 6 000 sont faits prisonniers, les chefs de la rébellion sont arrêtés puis décapités.
En souvenir de cette funeste bataille, le 23 avril a été choisi comme Jour de Castille et León et fait l'objet d'une commémoration annuelle à Villalar de los Comuneros.